# 정상 미끄러짐

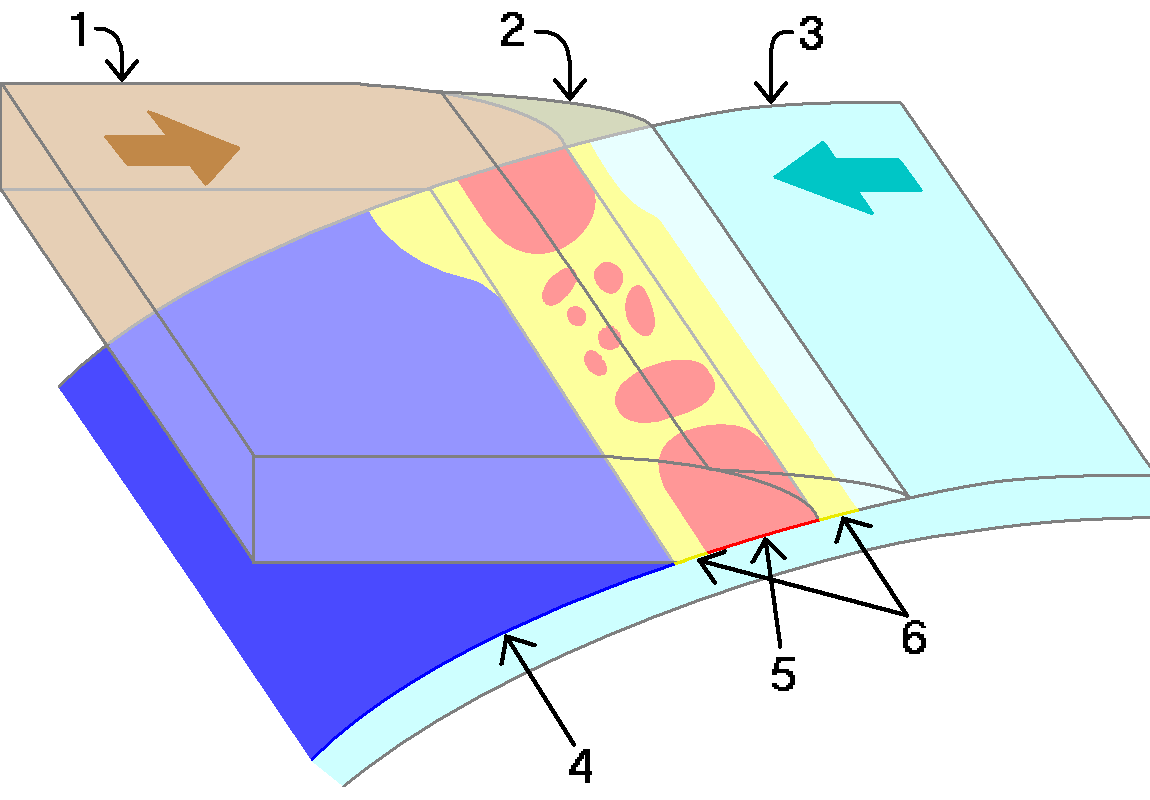
해구 부근의 판 경계의 단면도. 정상 미끄러짐은 그림에서 청색 영역의 4번 "안정된 고착지역"에서 발생한다.

정상 미끄러짐(Episodic tremor and slip, ETS)은 일부 섭입대에서 관측되는 지진학적 현상 중 하나로 판 경계를 따라 비지진성 땅울림이나 흔들림, 슬로우 슬립이 일어나는 현상이다. 슬로우 슬립은 전파 속도와 진원을 통해 지진과 구별할 수 있다. 정상 미끄러짐은 두 판이 서로 변위하기만 하는 슬립으로 지진파를 방출하지 않는다. 또한 단층 운동에서는 섭입 방향과 움직임 방향이 일정하게 같지만 슬로우 슬립에서는 지각 운동이 명확하게 반전되는 부분이 있다.

## 발견
비화산성인 일시적 땅울림은 2002년 일본 서남부에서 처음으로 관측했다. 직후 캐나다 지질조사국에서는 밴쿠버섬 지역에서 관측되는 특정 GPS 좌표계의 이동을 "일시적 흔들림 및 미끄러짐"(episodic tremor and slip)이라고 표현하면서 처음으로 정상 미끄러짐에 해당하는 표현이 나왔다. 밴쿠버섬은 북아메리카 캐스케이디아 섭입대의 동쪽에 있다. 캐스케이디아의 ETS는 약 14개월을 주기로 반복해서 일어난다는 사실이 밝혀졌다. 측정값을 분석한 결과 다음 해의 ETS 발생(2003-2007년)을 성공적으로 예측할 수 있었다. 캐스케이디아에서는 정상 미끄러짐이 약 2주간 판 경계에서 규모 M7급 지진에 해당하는 1-10 Hz의 지진성 땅울림과 비지진성 슬립(미끄러짐)이 발생한다.(여기서 미끄러짐은 매우 민감한 지진계로만 관측할 수 이는 약한 지진학적 신호이다.) 캐스케이디아 지역에서 발생하는 정상 미끄러짐은 1700년 캐스케이디아 지진으로 아래 경사로 파열된 지역에서 일어나고 있다.
캐스케이디아에서 처음으로 이런 비지진성 슬립 모드가 발견된 이후 일본과 멕시코를 포함한 전 세계의 섭입대에서 유사한 슬로우 슬립과 땅울림이 관측되었다. 하지만 히쿠란기 해구의 섭입대에서는 슬로우 슬립이 땅울림을 동반하지 않았다.
뉴질랜드의 수도인 웰링턴의 지하에서는 5년마다 1번씩 정상 미끄러짐이 관측된다. 2003년 처음 관측되었으며 2008년과 2013년에도 반복되었다.

## 특성

### 단층의 미끄러짐

2005년부터 2012년까지 캐나다 브리티시컬럼비아주 빅토리아의 GPS 변동 측정치. 캐스케이디아 섭입대에서 꾸준히 변위가 늘어나는 변형이 일어나는 가운데, 주기적으로 중간 중간 변위가 확 낮아지는 정상 미끄러짐이 일어나는 모습을 볼 수 있다.

캐스케이디아 섭입대에서는 고대 패럴론판의 잔재인 후안데푸카판이 북아메리카판 아래로 동쪽을 향해 섭입하고 있다. 후안데푸카판과 북아메리카판 사이의 경계는 판 사이의 마찰력이 매우 강해 일반적으로 판이 움직이지 않는 "잠금"(Lock) 상태로 놓여 있다. 잠긴 지역 위 북아메리카판 표면에 있는 GPS 마커는 섭입 과정에서 아래에서 섭입하는 후안데푸카판에게 밀려나면서 동쪽으로 이동한다. 하지만 측지학적인 측정에 따르면 가끔씩 섭입하는 북아메리카판의 움직임이 주기적으로 반전(즉 서쪽으로 이동)하는 일이 발생한다는 사실을 발견했다. 이런 사건은 지진보다는 훨씬 더 긴 시간에 걸쳐 발생하기 때문에 지진과는 구별해 "슬로우 슬립", "느린 미끄러짐"이라고 부른다.
캐스케이디아, 일본, 멕시코의 섭입대에서 슬로우 슬립 현상이 관측되었다. 슬로우 슬립의 고유한 특성으로는 수 개월에 수 년마다 주기적으로 잠긴 지역의 하강지대나 그 인근에서 발생하는 것이 특징이며, 수평으로는 5-15 km/d의 속도로 전파된다. 이와 반대로 일반적인 지진의 전파 속도는 S파 속도의 약 70-90%인 3.5 km/s로 매우 빠르다.
슬로우 슬립 현상은 섭입대에서 주로 발생하기 때문에 해구형 지진과 경제적, 과학적, 인문학적으로 매우 중요하다. 정상 미끄러짐으로 발생하는 지진 위험도는 발생한 진원에 따라 달라진다. 슬로우 슬립 현상이 지진 발생 지대로 확장된다면 축적된 지진의 응력이 방출되어 치명적인 피해를 가져다 줄 지진의 발생 확률이 낮아진다. 하지만 슬로우 슬립 현상이 지진 발생 지대의 침강영역에서 발생한다면 오히러 해당 지역에 쌓인 응력이 더 추가될 수 있다. 대지진(모멘트 규모 {\displaystyle M_{w}\geq 8.0})이 발생할 확률은 정상 미끄러짐이 발생할 때 최대 30배 증가한다는 연구가 나왔으나 후속 연구에 따르면 실제로는 매우 복잡하며 지나치게 단순화한 연구라는 비판이 나왔다. 실례로 정상 미끄러짐이 판 경계를 따라 서로 다른 시간에 여러 구간에서 발생할 때도 있어 서로 간섭되며, 또한 정상 미끄러짐과 대지진과의 시간관계가 서로 상관관계가 존재한다고 보기 매우 드물다는 지적이 있다.

### 흔들림
슬로우 슬립은 종종 지진학적 비화산 "땅울림" 또는 흔들림과도 관련이 있다. 하지만 여기서 발생하는 흔들림은 빈도, 지속시간, 진원 등 몇 가지 주요한 요소가 지진과 구별된다. 지진으로 발생하는 지진파는 주로 고주파이며 진동의 생존시간도 짧다. 이런 특성 때문에 지진학자는 최초도착지점을 이용한 삼각측량법으로 진원을 파악할 수 있다. 이와 대조적으로 슬로우 슬립으로 발생하는 흔들림은 세기가 매우 약하며 대신 생존시간이 매우 길다. 또한 지진은 단층파열로 발생하지만 흔들림은 보통 지하에 있는 유체 이동(마그마 혹은 열수)로 발생한다는 차이점이 있다. 섭입대에서 뿐 아니라 샌앤드레이어스 단층과 같은 주향이동단층에서도 흔들림을 관측했다.
캐스케이디아와 난카이 해곡 섭입대 모두 슬로우 슬립이 흔들림과 직접적으로 연관되어 있다. 캐스케이디아 섭입대에서는 슬로우 슬립과 지진학적 흔들림 신호가 공간적, 시간적으로 일치하지만 이런 관계가 멕시코의 섭입대에서도 나타나진 않는다. 또한 이 연관성은 슬로우 슬립만이 가지고 있는 고유한 특성도 아니다. 뉴질랜드의 히쿠란기 해구에서는 슬립이 역단층 미소지진과 뚜렷한 연관성을 가지고 있다.
한편 정상 미끄러짐에서 나타나는 흔들림에는 두 가지 유형이 있다. 하나는 위에서 설명한 것처럼 지각 변형과 관련이 있는 진동이며 다른 하나는 멀리 떨어진 곳에서 일어난 지진으로 5-10초간 유발되는 흔들림이 있다. 두 번째 유형의 진동은 전 세계에서 관측되었는데 샌앤드레이어스 단층에서는 2002년 데날리 지진으로, 타이완에서는 2001년 쿤룬 지진으로 유발지진이 발생했다.

## 지질학적 해석
정상 미끄러짐으로 발생하는 흔들림은 보통 마그마 혹은 열수와 같은 유체의 지하 운동과 관련이 있다. 판이 맨틀 속으로 침강하면서 공극률이 급격하게 떨어져 암석에서 물이 방출되고 각섬석과 같은 수성 광물은 상변화로 수분을 잃는다. 암석에서 물이 방출되면 판 경계에서 초임계유체가 되어 판 운동을 윤활한다는 점이 알려져 있다. 이런 초임계유체는 주변 암반에 균열을 확대시킬 수 있으며 흔들림은 이 과정에서 발생하는 지진학적 신호에 해당한다. 수학적 모델링에서는 이런 탈수효과를 함께 고려하여 캐스케이디아 섭입대에서 주기적으로 발생하는 지진과 흔들림의 주기성을 성공적으로 재현했다. 이 해석에 따르면 침강하는 해양판이 오래되고 차가운 것과는 반대로 지각이 아직 젊고 뜨거우며 습한 곳에서 흔들림이 더 자주 발생한다.
하지만 이와는 다른 모델도 있다. 흔들림은 고정된 부피 안에서 조석이나 변화하는 유체 흐름의 영향을 받는다는 연구도 있다. 또한 판 경계면의 전단 미끄러짐에서도 흔들림이 발생한다. 캐스케이디아와 뉴질랜드 히쿠란기 해구의 반복적인 정상 미끄러짐과 흔들림을 수학적 모델링을 통해 재현한 연구에서는 탈수화로 일시적인 흔들림과 슬립 사건이 발생한다고 분석한다.

## 같이 보기
- 슬로우 슬립
- 크리프 단층